# Elección presidencial de Venezuela de junio de 1993
La elección presidencial de Venezuela de 1993 o designación presidencial, fue un proceso llevado a cabo por el Congreso Nacional, en virtud del enjuiciamiento y destitución del ejercicio del cargo de Presidente de la República a Carlos Andrés Pérez, después de que la Corte Suprema de Justicia determinó que había méritos suficientes para la apertura de un juicio en contra del mandatario.
El 4 de junio de 1993 el Congreso eligió a Velásquez, de 76 años, como presidente constitucional para culminar el periodo restante (1993-1994). Los partidos tradicionales Acción Democrática y COPEI decidieron apoyar a Velásquez, aunque sin aportar militantes suyos para integrar el gabinete ministerial, por lo cual quedó integrado por personajes independientes.

## Antecedentes
En 1992 el periodista José Vicente Rangel reveló que el presidente Carlos Andrés Pérez, había utilizado 250 millones de bolívares pertenecientes al presupuesto del Ministerio de Relaciones Interiores para financiar las elecciones en Nicaragua y apoyar al gobierno de la recién electa presidenta, Violeta Chamorro.
En marzo de 1993 el Fiscal General de la República en ese momento, Ramón Escobar Salom, introdujo una acusación en contra de Pérez por malversación de fondos. En mayo de 1993 la Corte Suprema de Justicia determinó que había méritos suficientes para la apertura de un juicio en contra del mandatario con 9 votos favorables y 6 votos salvados.
El Congreso de Venezuela decidió destituir a Carlos Andrés Pérez del cargo de presidente para que enfrentara el proceso judicial. Pérez justificó los gastos investigados como legítimos pues, según él, tenían como motivación principal asegurar la estabilidad de Centroamérica después de años de conflictos, en los que él había participado como mediador.

## Candidatos
Los candidatos que concurrieron a la postulación para el cargo de presidente fueron respaldados por varios partidos políticos, siendo Ramón Velásquez contando con el apoyo de partidos como AD y COPEI, mientras que en representación de la izquierda el diputado Reinaldo Cervini, propuesto por el MEP, Opina, PCV y algunos independientes, también fue lanzado a la candidatura para el cargo Calderón Berti.
A su vez sonaron los nombres de otros candidatos, entre ellos el propio presidente del congreso Octavio Lepage, la de Carlos Delgado Chapellín expresidente del Consejo Supremo Electoral, quien luego sería designado como ministro de interior por el propio Velázquez.

## Resultados
La votación favoreció al candidato Velázquez apoyado por los partidos dominantes del parlamento, con 205 votos sobre un total de 236. Lo que convirtió en el nuevo presidente, al día siguiente fue investido ante el Congreso por el presidente encargado Octavio Lepage el 5 de junio de 1993.
| Candidato                                         | Fecha                                                    | Voto | AD  | COPEI | MAS-MIR | NGD | LCR | MEP | URD | F1 | ORA | OPINA | PCV | Total   |
| ------------------------------------------------- | -------------------------------------------------------- | ---- | --- | ----- | ------- | --- | --- | --- | --- | -- | --- | ----- | --- | ------- |
| Ramón J. Velásquez Independiente (vinculado a AD) | 4 de junio de 1993 Mayoría requerida: Absoluta (124/247) | Sí   | 119 | 86    |         |     |     |     |     |    |     |       |     | 205/247 |
| Ramón J. Velásquez Independiente (vinculado a AD) | 4 de junio de 1993 Mayoría requerida: Absoluta (124/247) | No   |     |       | 21      | 7   | 3   | 2   | 2   | 2  | 2   | 1     | 1   | 41/247  |

## Consecuencias
Velásquez formó un gobierno compuesto casi en su integridad por personalidades independientes, en vista de la ausencia de nombres conocidos de AD y COPEI le confería una cierta libertad de acción, si bien el voluntario repliegue de los dos partidos mayoritarios se antojó más una concesión táctica para no involucrarse en las responsabilidades gubernamentales sin complicaciones hasta llegar a las elecciones generales de diciembre. 
Ya en su asunción en junio, el presidente explicó que su mandato iba a ser muy breve y que no cabía esperar resultados tangibles de las contramedidas económicas y financieras que pensaba aplicar en los ocho meses que tenía por delante.